# Jephtha (Händel)

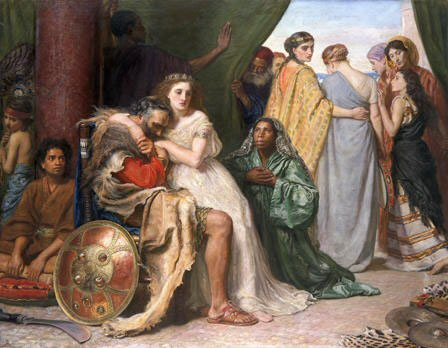
Jephtha

Jephtha (HWV 70) è un oratorio del 1751 di Georg Friedrich Händel su un libretto del Rev. Thomas Morell, per soli, coro e orchestra, basato sulla storia di Jephtha nel Libro dei Giudici (Capitolo 11) e Jephthas sive votum - "Jeptha o il voto" del 1554 di George Buchanan. Jephtha (talvolta Iefte o Jefte; dall'ebraico יפתח Yiftach / Yiptha) è un personaggio biblico della tribù di Manasse, che servì come giudice di Israele per un periodo di sei anni (Giudici 12,7). È noto per aver fatto a Dio un voto senza riserve, voto che alla fine coinvolse la sua unica figlia. È nel libro biblico di Giudici, dell'Antico Testamento, che vengono narrati gli avvenimenti inerenti a questo voto.
Mentre stava scrivendo Jephtha, Händel era afflitto sempre più dalla sua graduale perdita della vista, dopo un intervento chirurgico mal riuscito e questo si è rivelato essere il suo ultimo oratorio.
Nella partitura autografa, alla fine del coro "Come oscure, o Signore, sono le tue decisioni" egli scrisse "Arrivato qui il 13 febbraio 1751, non in grado di andare avanti a causa dell'indebolimento della vista del mio occhio sinistro."

## Storia delle esecuzioni
Rappresentazioni teatrali di materiale a base di temi biblici erano state vietate in Gran Bretagna nel periodo in cui il lavoro ebbe la sua prima. Ultimo capolavoro di Händel fu presentato al Covent Garden il 26 febbraio 1752, con la direzione del compositore e con un cast che comprendeva John Beard (tenore) come Jephtha e due dive del teatro d'opera, Giulia Frasi, prima donna di Händel fin dal 1749 e Caterina Galli. Fu presentato senza scene o costumi, diviso in tre atti.
Jephtha è ricordato soprattutto per il recitativo drammatico Deeper, and deeper still, e l'aria Waft her, angels, thro' the skies, una delle arie più belle di Händel. I due passaggi I due brani avvengono in tempi diversi nell'ambito dell'oratorio, ma nel corso del XIX secolo questi sono stati spesso eseguiti insieme in concerto, come se il recitativo precedesse direttamente l'aria.

## Storia
La storia ruota attorno alla promessa improvvida di Jefte all'Onnipotente: se egli tornerà vittorioso dalla guerra contro gli Ammonìti, sacrificherà al Signore la prima creatura che incontrerà al suo ritorno. Jefte combatte e vince. Al suo ritorno a Mizpa, la prima della sua casa che gli si fa incontro, danzando con un tamburello per festeggiare il padre e la sua vittoria, è la sua unica figlia, Iphis (le Sacre Scritture non citano il suo nome).
A differenza della storia biblica originale, un angelo interviene per fermare il sacrificio, e Iphis ha solo bisogno di dedicare la sua vita al Signore. Al contrario, la storia biblica narra che il padre di lei ha scelto di sacrificarla, ma le viene concessa una breve sospensione della condanna, dopo di che Iphis ritorna doverosamente e Jefte "compie su di lei il voto che aveva pronunciato". Gli studiosi non concordano se egli in realtà la sacrifichi o se, come l'oratorio riferisce, ella sia stata poi consacrata al Signore e abbia osservato la verginità in perpetuo (Giudici 11,34-40).
Indipendentemente da ciò, tuttavia, la Bibbia non fa menzione di un angelo che fermi l'adempimento del voto.

## Personaggi
| Personaggio                                                                                       | Voce         |
| ------------------------------------------------------------------------------------------------- | ------------ |
| Jephtha                                                                                           | tenore       |
| Iphis, sua figlia                                                                                 | soprano      |
| Storgé, sua moglie                                                                                | mezzosoprano |
| Zebul, suo fratello                                                                               | basso        |
| Hamor, innamorato di Iphis                                                                        | controtenore |
| Angelo                                                                                            | soprano      |
| Coro di Israeliti, Preti e Vergini                                                                |              |
| Organico: flauto traverso, 2 oboi, 2 fagotti, 2 corni, 2 trombe, 3 violini, viola, basso continuo |              |

## Trama
Luogo: Mizpa
Epoca:

### Atto 1
Gli Israeliti chiedono a Jephtha di guidare l'esercito contro il loro nemico, i pagani Ammoniti, adoratori malvagi di Milcom o Moloch e di Chemosh, dei spietati e crudeli a cui venivano sacrificati esseri umani, soprattutto bambini; egli accetta pronunciando il fatidico voto al Signore: «Se darai nelle mie mani i figli d'Ammon, quando io ritornerò vincitore, chiunque per primo uscirà da casa mia per venirmi incontro, sarà del Signore e lo offrirò in olocausto» (Giudici 11,30-31). Storgè è preda di cupi presentimenti mentre la figlia cerca di consolarla.

### Atto 2
Jephtha ritornato come vincitore festeggia il trionfo con Zebul. Iphis, alla notizia della vittoria decide di andare incontro al padre con accompagnamento di musica e danze. L'orrore si dipinge sul volto di Jephtha alla vista della figlia e con disperazione le rivela il voto fatto al Signore. La figlia accetta rassegnata il suo destino e la scena si chiude con il coro degli Israeliti che invocano la provvidenza divina.

### Atto 3
Nel terzo atto ci sono momenti drammatici di grande commozione legati al rito terribile della preparazione del sacrificio. Improvvisamente appare un angelo e vieta di procedere nel rito sacrificale dicendo che Iphis è destinata ad una vita di nubilato dedicata al servizio del Signore. Tutti si rendono conto dell'intervento divino e con canti di gioia e gratitudine ringraziano il Signore per aver risparmiato la vita di Iphis e per aver essere di nuovo in pace.